# Johan Peter Holtsmark

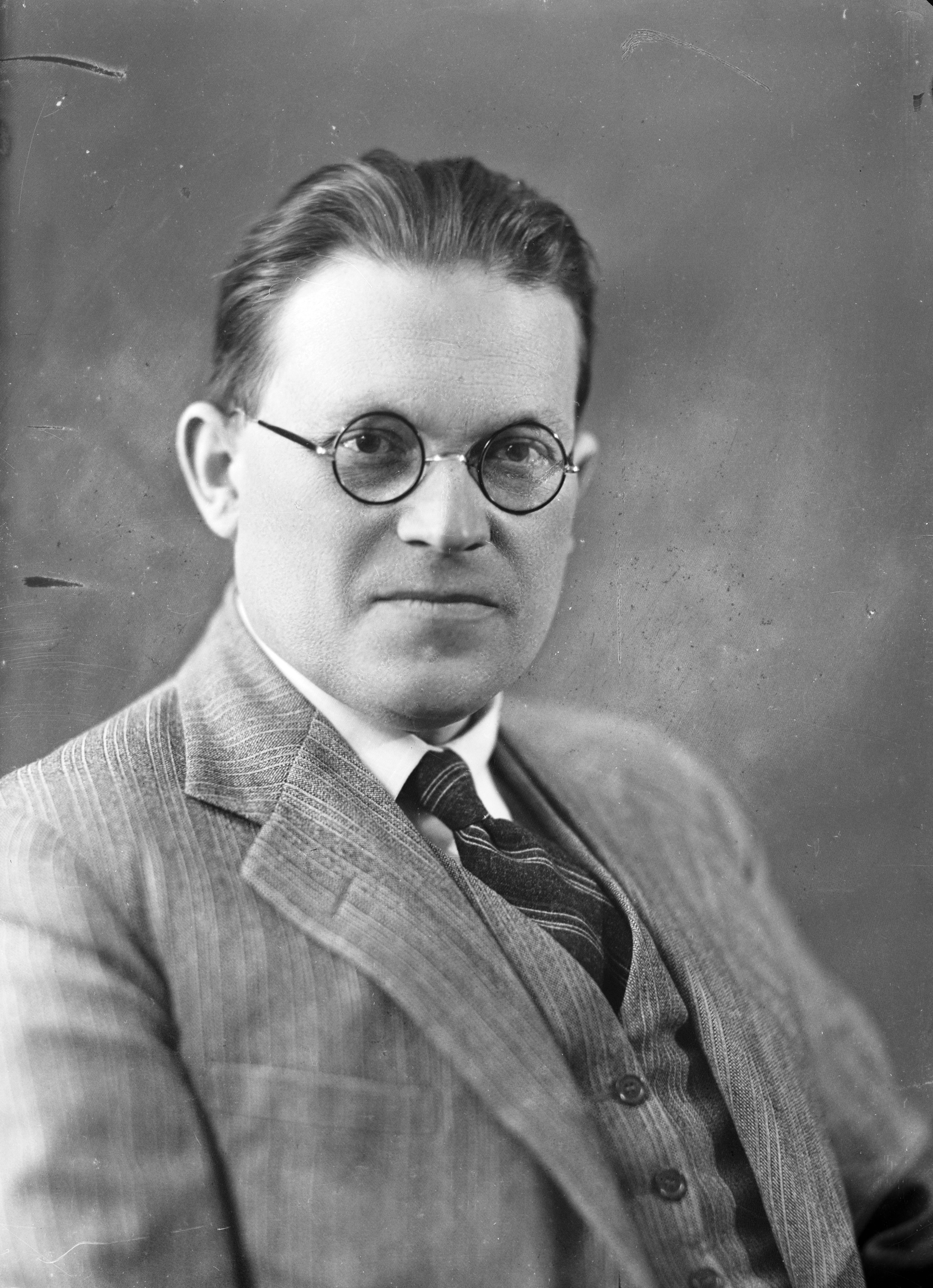
Johan Peter Holtsmark 1936

Johan Peter Holtsmark, född den  13 februari 1894, död den 10 december 1975, var en norsk fysiker. Han var dotterson till  Johan Peter Weisse, brorson till Bernt Holtsmark, son till Gabriel Gabrielsen Holtsmark och bror till Anne Holtsmark.
Holtsmark blev filosofie doktor i Oslo 1918, professor i fysik vid Tekniska högskolan i Trondheim 1923. Holtmarks undersökningar omfattade framför allt problem inom strålningsfysiken. Bland dessa märks teoretiska arbeten kring Ramsauereffekten, över absorptionslinjernas breddökning vid växande gastryck och över långsamam elektroners spridning samt experiementella arbeten över den karakteristiska röntgenstrålningen från de lätta grundämnena.